# حطام خشبي
في علم التحريج، الحطام الخشبي هو جميع المواد الخشبية، أياً كان مصدرها، ميتة وملقاة على أرض الغابة. سواءً أثناء عمليات قطع الأشجار أو من خلال الرياح والثلوج أو غيرها من الاضطرابات الطبيعية للغابات. وقد يؤدي الحطام الخشبي إلى زيادة انتشار حرائق الغابات.